# Staré proboštství
Staré proboštství je označení pro dům čp. 48/IV, nacházející se v sousedství Svatovítské katedrály na III. nádvoří Pražského hradu.

## Historie
Původně zde stál raně románský biskupský palác s kaplí z poloviny 11. století, sídlo pražského biskupa. Ten byl rozšířen a přestavován po roce 1142. Z mladší románské fáze je zachované sdružené okénko odkryté na východní fasádě domu. Již ve 12. století biskup Jindřich Břetislav z rodu Přemyslovců přesunul biskupské sídlo do podhradí, kde při Juditině mostě vybudoval opevněný Biskupský dvůr. Dům koncem 15. století získala svatovítská kapitula a přestavěla jej.
Raně barokní budova vznikla za probošta Jana Františka Rasche z Aschenfeldu kolem roku 1662 další přestavbou. Interiéry byly upraveny  za probošta Jana Mayera v 1. třetině 18. století. Dekorace sálu má štukovaný strop s alegorickými postavami čtyř hlavních křesťanských ctností a postavičkami andílků.
V minulosti budova sloužila jako obydlí probošta svatovítské kapituly, který zde měl také románskou kapli sv. Mořice. K severní stěně budovy byla koncem 19. století přistavěna předsíň novostavby pražské katedrály a cenná kaple kvůli ní zbořena. V roce 1950 budovu zkonfiskoval stát a užívaly ji správa Pražského hradu a prezidentská kancelář.
V současnosti budovu stále vlastní Kancelář prezidenta republiky. Podle dohody z roku 2010 byla budova poskytnuta Metropolitní kapitule katedrály k bezplatnému užívání. Jsou v ní umístěny kanceláře zaměstnanců svatovítské kapituly.

## Popis
Nad portálem vchodu do budovy se nachází malovaný znak probošta Jana Františka Rasche z Aschenfeldu, který dal budovu barokně přestavět. Na jihozápadním nároží je umístěna pískovcová socha Svatého Václava od Jana Jiřího Bendla z roku 1662. Dále byla na jižní fasádu umístěna bronzová pamětní deska, kterou podle návrhu architekta Pavla Janáka vytvořil Karel Štípl. Na desce jsou jména obětí nacistické okupace z řad hradních zaměstnanců.

## Galerie

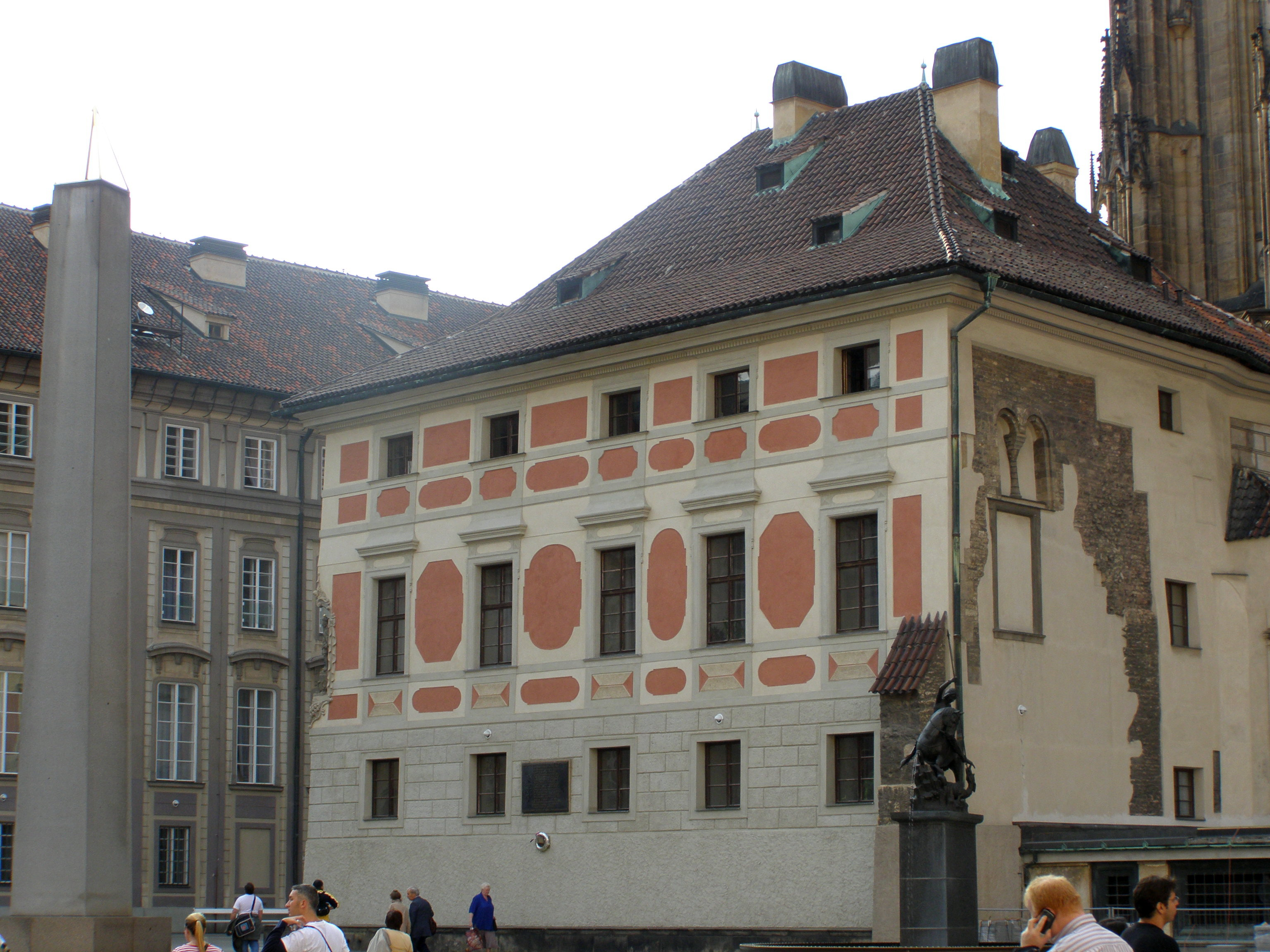
Pohled od východu
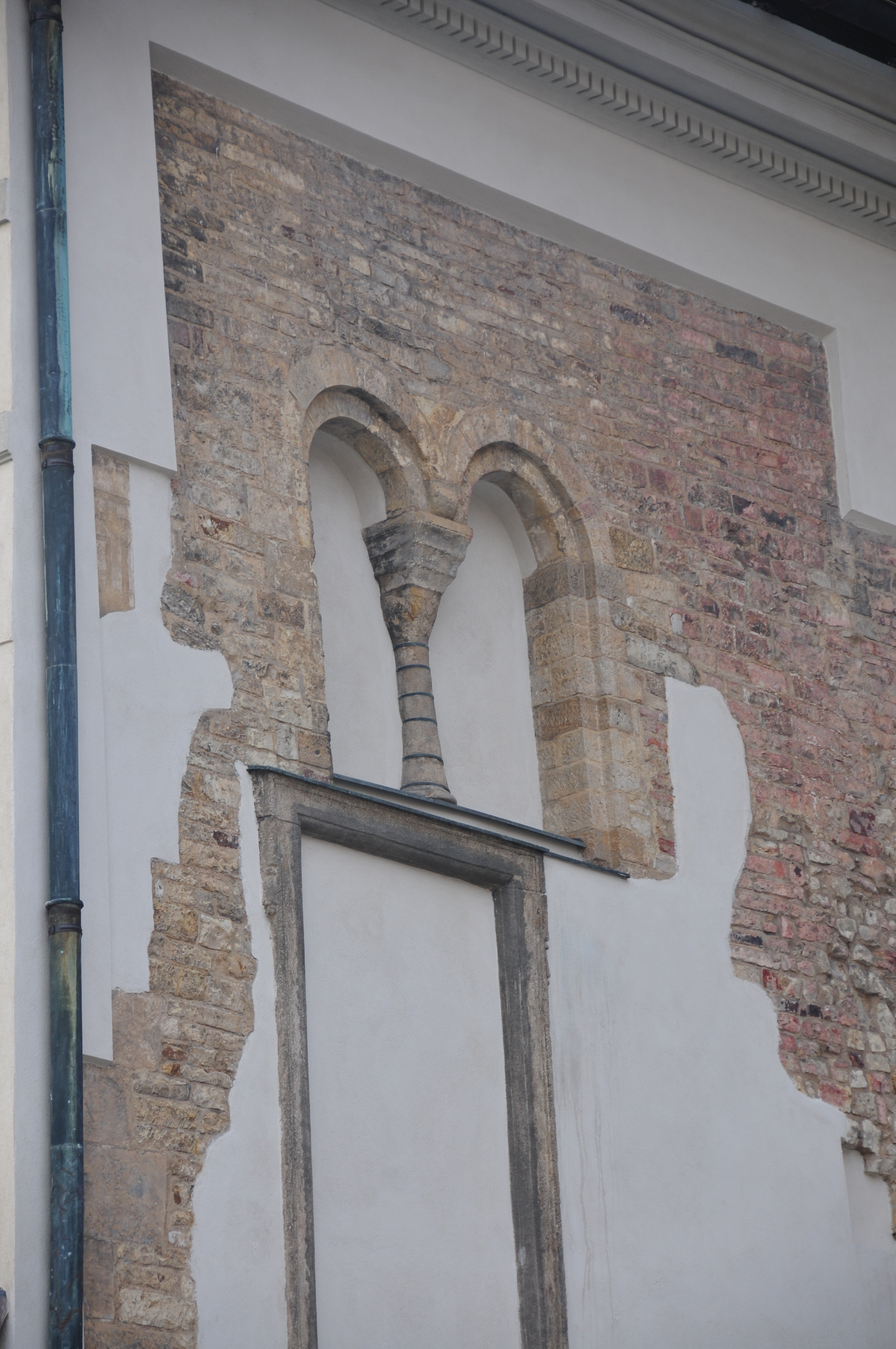
Románské okno
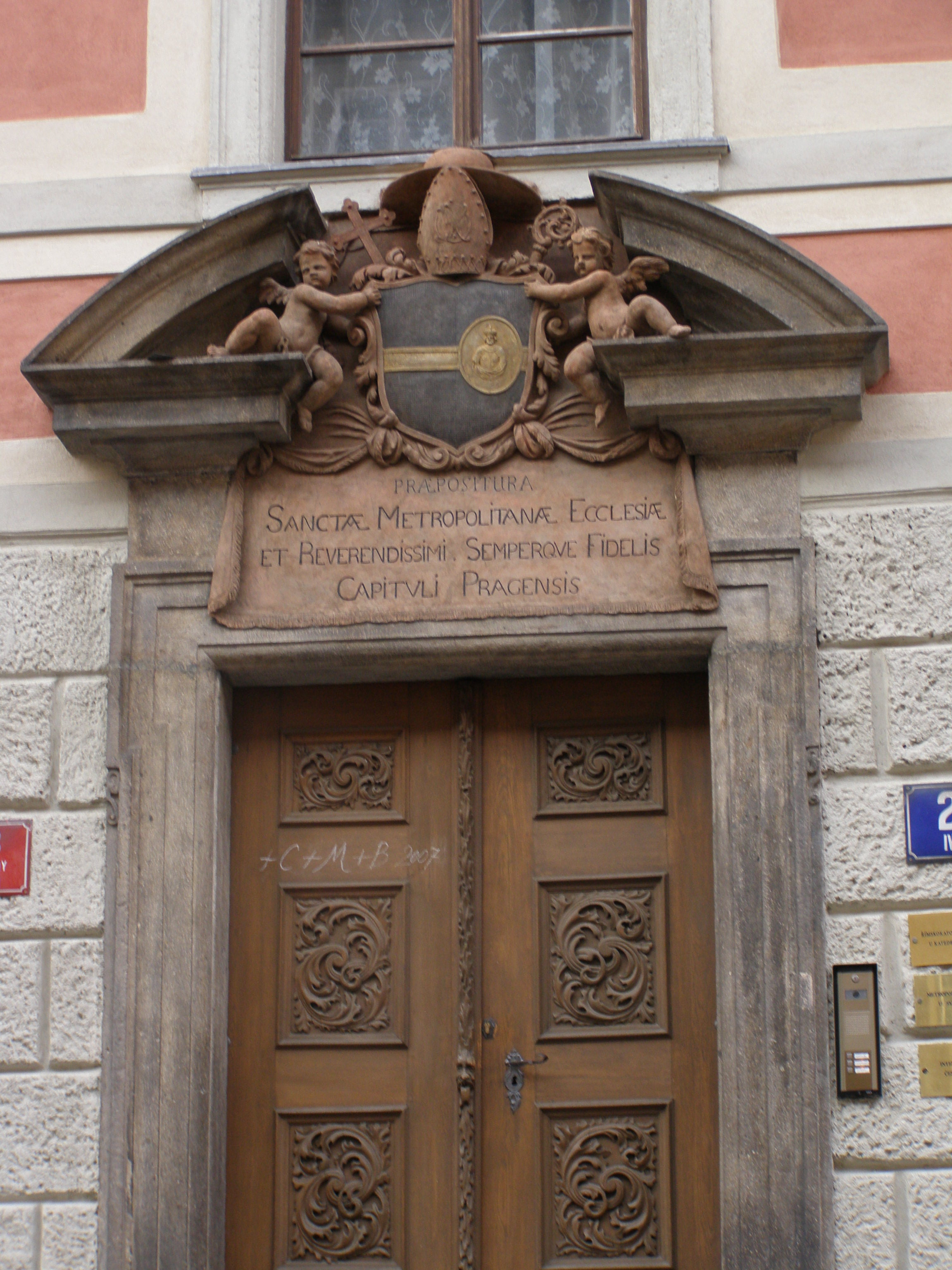
Vchod proboštství
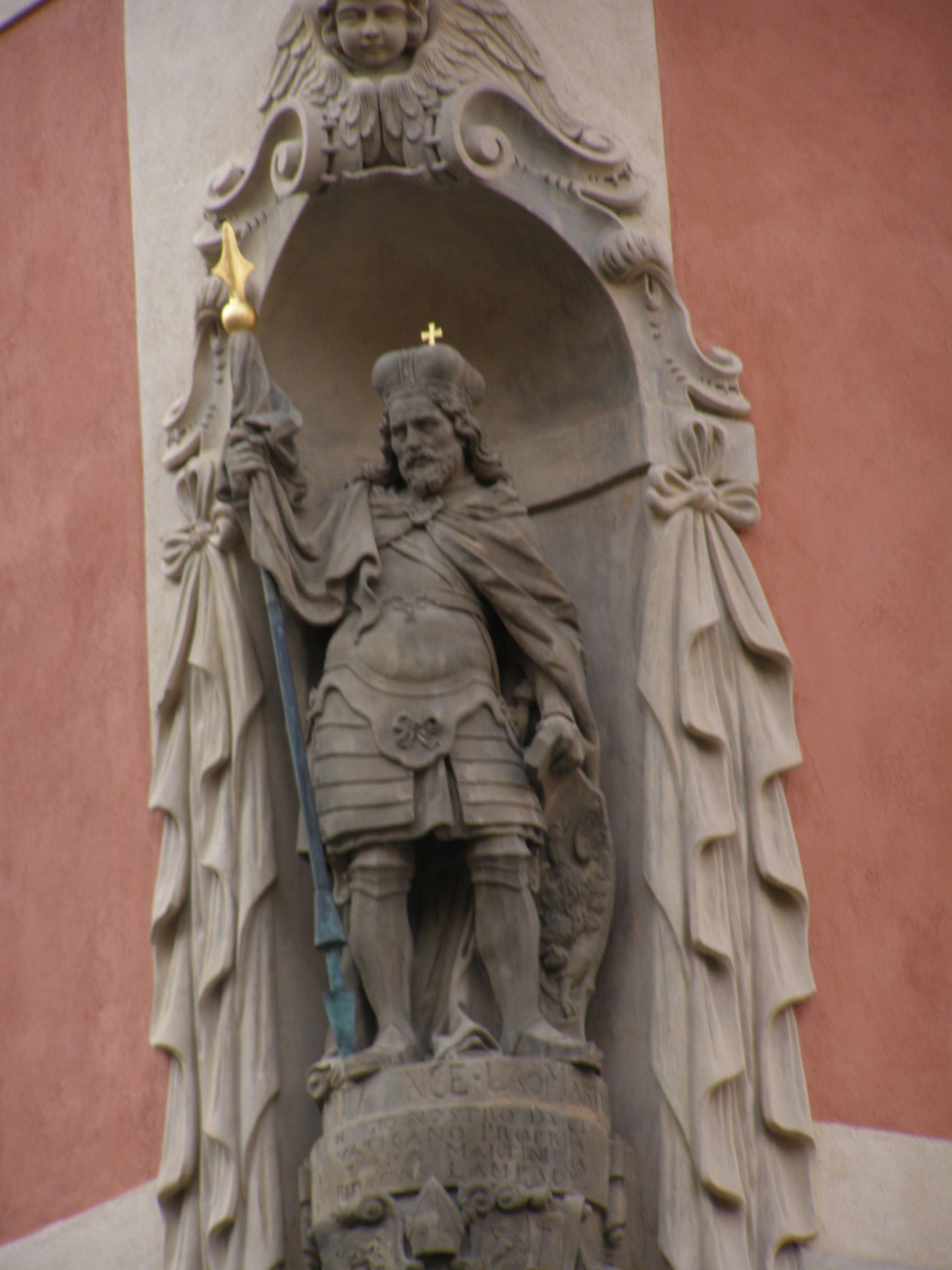
Socha sv. Václava